# Dekanat Wilkes-Barre
Dekanat Wilkes-Barre  – jeden z trzech dekanatów diecezji Wschodniej Pensylwanii Kościoła Prawosławnego w Ameryce.
Na terytorium dekanatu znajdują się następujące parafie:
- Parafia Zmartwychwstania Pańskiego w Alden Station
- Parafia Zwiastowania w Berwick
- Parafia św. Jana Chrzciciela w Dundaff
- Parafia św. Jana Chrzciciela w Edwardsville
- Parafia św. Michała w Jermyn
- Parafia św. Włodzimierza w Lopez
- Parafia św. Jana Chrzciciela w Nanticoke
- Parafia św. Michała w Old Forge
- Parafia św. Mikołaja w Olyphant
- Parafia Wszystkich Świętych w Olyphant
- Parafia św. Bazylego w Simpson
- Parafia św. Tichona Zadońskiego w South Canaan
- Parafia Trójcy Świętej w Stroudsburg
- Parafia Świętych Piotra i Pawła w Uniondale
- Parafia Trójcy Świętej w Wilkes-Barre
- Parafia Zmartwychwstania Pańskiego w Wilkes-Barre
- Parafia Podwyższenia Krzyża Pańskiego w Williamsport